# Anna Poslavska
Anna Poslavska (in ucraino Анна Пославська?; Nova Kachovka, 28 aprile 1987) è una modella ucraina, incoronata Miss Ucraina Universo e rappresentante ufficiale dell'Ucraina a Miss Universo 2010.
Al momento dell'incoronazione, la modella era una studentessa di economia presso l'università di Kiev.
In occasione di Miss Universo la Poslavska si è piazzata al quarto posto, segnando il miglior risultato mai ottenuto dall'Ucraina nella storia di Miss Universo. È stata inoltre l'unica rappresentante dell'Europa giunta fra le ultime cinque finaliste del concorso.
In precedenza, Anna Poslavska aveva partecipato anche a Miss Ucraina, dove pur non vincendo, aveva ottenuto la fascia di "People's Choice".